# 阿部昭吾
阿部昭吾（日语：／ Abe Shōgo，1928年8月10日—2015年1月4日），日本政治人物，社会民主聯合众议员。山形县人。曾在日本海军航空兵部队服役。

## 经历
- 1947年任小学教员，同年加入日本社会党。
- 1949年任众议员上林与市郎的秘书和社会党青年部执行委员。
- 1951年法政大学专门部毕业后，任社会党西田川郡支部书记长。
- 1955年任日本农民协会山形县本部青年部长。
- 1957年任社会党山形县联合会组织委员会委员长。
- 1959年以后两次当选山形县议员。
- 1961年任山形县农民协会联合会书记长。
- 1966年任社会党本部组织纲领委员会委员、社会党山形县本部政策审议会会长、山形县农民组合联合会副会长。
- 1967年1月以来六次当选众议员。
- 1977年12月脱离社会党。
- 1979年任社会民主联盟国会对策委员会委员长和财务委员会委员长。